# Николо III Малатеста
Николо III Малатеста (на италиански: Niccolò III Malatesta; * 1591, † 1633, Истрия) е италиански кондотиер.

## Произход
Той е син на Пандолфо VI Малатеста.

## Биография
През 1613 г. е изпратен да се обучава във военното изкуство под ръководството на Савойските херцози.
Изпъква във въстанията в Монферат и през 1614 г. е изпратен във Фриули, за да се бие с Хабсбургите. По-късно преминава под командването на венецианския проведитор в Истрия Антонио Барбаро и в началото на 1617 г. побеждава австрийския враг в битката при Змини, когато  е ранен.
През 1630 г. е отзован във Венеция и като водач на въоръжените мъже на републиката е изпратен на помощ на херцога на Мантуа, но не успява да предотврати плячкосването на града. Той също така служи на империята в германските войни.
Умира от болест в Истрия през 1633 г., съжалявайки, че не е умрял, проливайки кръвта си за Венецианската република.